# رودنیک ناد سانم
رودنیک ناد سانم (به لاتین: Rudnik nad Sanem) یک شهر و گمینا در لهستان است که در گمینا رودنگک ناد سانم واقع شده‌است. رودنیک ناد سانم ۳۶٫۲۶ کیلومتر مربع مساحت و ۶٬۷۴۴ نفر جمعیت دارد.